# Gotha Go 150
Die Gotha Go 150 war ein Reise- und Sportflugzeug des deutschen Herstellers Gothaer Waggonfabrik.

## Geschichte
Das Flugzeug wurde 1937/38 von der Gothaer Waggonfabrik als zweimotoriger und zweisitziger Tiefdecker aufgrund einer Ausschreibung für ein neues Übungsflugzeug für das NS-Fliegerkorps (NSFK) entwickelt. Der erste Prototyp D-ERCQ hob 1937 zum ersten Mal ab und erreichte bei einer Startmasse von 775 kg eine Höchstgeschwindigkeit von 195 km/h. Die Maschine nahm 1938 am internationalen Luftrennen in Frankfurt am Main teil. Das Flugzeug bestand fast ausschließlich aus Holz und war daher sehr leicht. Das Fahrwerk war ein starres Normalfahrgestell. Als Antrieb dienten zwei Zündapp 9-092-Vierzylinderreihenmotoren mit jeweils 50 PS. Eine militärische Verwendung gab es nicht und es blieb bei einer Kleinserie.
Ein als Go 150S bezeichnetes Exemplar stellte am 5. Juli 1939 mit dem Piloten Dr.-Ing. Fritz Platz und erreichten 8048 m einen neuen Höhenweltrekord in der Klasse C, einsitzig, Kategorie 3 auf. Bei dieser Maschine wurden allerdings die Tragflächen vergrößert und die Motoren getunt. Viele Prominente (darunter Heinz Rühmann und Elly Beinhorn) wollten nach diesem Rekord die Go 150 privat erwerben, was an politischen Restriktionen scheiterte.
Auf Basis der Go 150 entwickelte Albert Kalkert 1940 (kurz vor seinem Ausscheiden bei der Gothaer Waggonfabrik) die Go 241. Diese war eine viersitzige Maschine mit Einziehfahrwerk und Doppelseitenleitwerk, die von zwei Hirth HM506A mit je 118 kW angetrieben wurde. Ob das Versuchsmuster D-IRMM jemals flog, ist nicht bekannt.

## Technische Daten
| Kenngröße             | Daten                                                                 |
| --------------------- | --------------------------------------------------------------------- |
| Besatzung             | 2                                                                     |
| Länge                 | 7,15 m                                                                |
| Spannweite            | 11,80 m                                                               |
| Höhe                  | 2,03 m                                                                |
| Flügelfläche          | 17,50 m²                                                              |
| Flügelstreckung       | 7,88                                                                  |
| V-Form                | 6°                                                                    |
| Flächenbelastung      | 48,5 kg/m²                                                            |
| Leistungsbelastung    | 8,5 kg/PS                                                             |
| Flächenleistung       | 5,71 PS/m²                                                            |
| Leermasse             | 512 kg                                                                |
| Startmasse            | 850 kg                                                                |
| Höchstgeschwindigkeit | 200 km/h                                                              |
| Reisegeschwindigkeit  | 185 km/h                                                              |
| Landegeschwindigkeit  | 70 km/h                                                               |
| Steigzeit             | 5,5 min auf 1000 m Höhe                                               |
| Dienstgipfelhöhe      | 4500 m                                                                |
| Reichweite            | 750 km                                                                |
| Flugdauer             | 4,05 h                                                                |
| Startstrecke          | 400 m                                                                 |
| Landestrecke          | 350 m                                                                 |
| Triebwerke            | 2 × Zündapp 9-092 Vierzylinderreihenmotoren mit jeweils 50 PS (37 kW) |